# Spantax
Spantax S.A. war eine spanische Charterfluggesellschaft mit Sitz in Madrid und Basis auf dem Flughafen Gran Canaria. Sie war zwischen 1965 und 1982 in eine Reihe schwerer Unfälle und bedeutsamer Pannen verwickelt, die ihr speziell in Deutschland einen schlechten Ruf einbrachten.

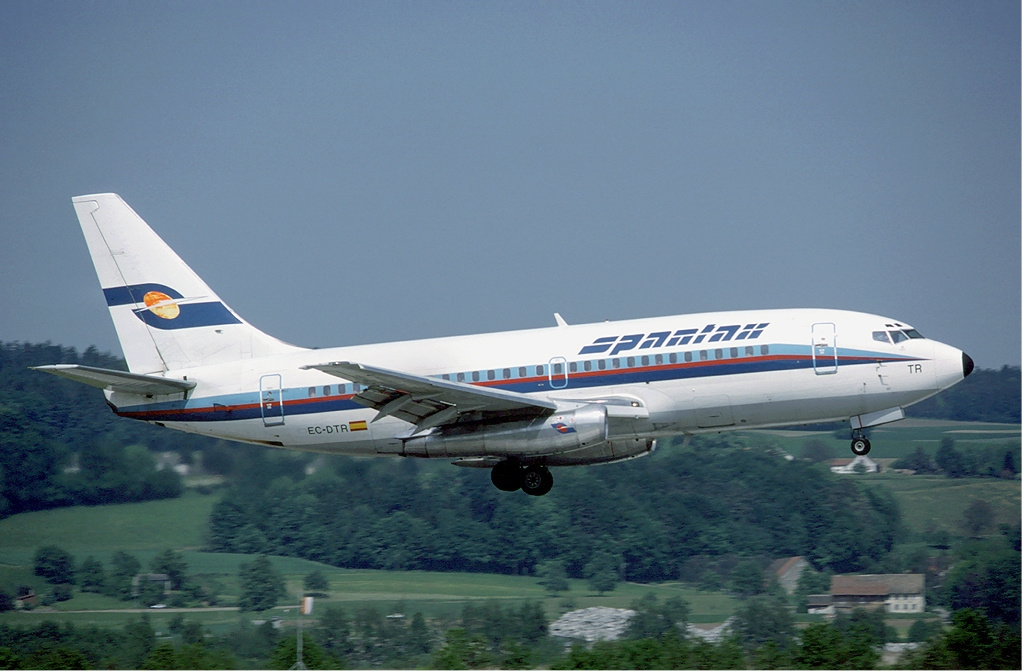
Boeing 737-200 der Spantax

## Geschichte

### Erste Jahre
Die spätere Spantax – ein Akronym – wurde als Spanish Air Taxi Lineas Aereas S. A. am 6. Oktober 1959 von Rodolfo Bay Wright und Maria Estades Saez, ehemaligen Mitarbeitern der Iberia, auf Teneriffa gegründet. Ursprünglich beförderte die Gesellschaft vorwiegend Bohrgerät und Mannschaften zu Ölfeldern bei El Aaiún in der damaligen Spanischen Sahara.
Im Jahre 1963 wurde der Name in SPANTAX S.A. geändert und zunächst der innereuropäische, 1972 schließlich auch der transatlantische, Charterflugverkehr aufgenommen. Spantax flog schließlich Ziele in 21 Ländern an, unter anderem in den USA und Kanada, in Südamerika, Asien und Skandinavien. 1984 wurden 1,6 Millionen Passagiere befördert.
Zeitweilig wurde der Erwerb einer Concorde erwogen, mit der Passagiere aus Skandinavien hätten befördert werden sollen. Die Maschine sollte dabei die britischen Inseln nördlich umkurven und während des Fluges westlich der Küste von Irland in Überschall-Geschwindigkeit die Kanarischen Inseln ansteuern.

### Entwicklung in den 1980er Jahren
Einen herben Rückschlag erlebte Spantax, als zum Herbst 1983 die drei Pauschaltouristik-Unternehmen TUI, ITS und NUR ankündigten, die Verträge mit Spantax nicht mehr zu verlängern, da infolge der Unfall- und Pannenserie (s. u.) deutsche Touristen das Vertrauen in die Sicherheit der Airline verloren hatten. Lediglich Clipper-Flugreisen in Stuttgart nahm danach als letzter deutscher Reiseanbieter Spantax-Flüge nach Spanien noch in sein Programm auf. Von diesem weitgehenden Wegfall eines ihrer wichtigsten Märkte konnte sich die Gesellschaft nie wieder erholen.
1986 legte Rodolfo Bay Wright seinen Vorsitz nieder und die nahezu bankrotte Gesellschaft wurde in die staatliche Holding Patrimonio Nacional eingegliedert. Im Juni kam es durch Flugpersonal und Bodenmannschaften zu Streiks an zwei Wochenenden, so dass die Gesellschaft gezwungen war, fremde Maschinen anzumieten, um ihren Beförderungsverpflichtungen nachkommen zu können. Ziel der Streiks waren einerseits Lohnerhöhungen, andererseits Garantien für den dauerhaften Erhalt der Arbeitsplätze, da die Mitarbeiter befürchten mussten, bei einer Übernahme durch eine andere Gesellschaft entlassen zu werden.
Im April 1987 wurde die mit 50 Millionen US-Dollar verschuldete Gesellschaft vollständig an die Aviation Finance Group in Luxemburg verkauft. Diese investierte rund 40 Millionen US-Dollar in den Kauf neuer Maschinen und eine deutliche Verbesserung des Service, um das Image der Spantax aufzubessern.
Während der Verhandlungen mit China Airlines über den Ankauf zweier Boeing 767 scheiterten Verhandlungen über die Finanzierung, so dass die Gesellschaft am 29. März 1988 Konkurs anmelden musste. Eine große Zahl der 815 Mitarbeiter blockierte daraufhin zeitweilig den Flughafen von Palma de Mallorca, um auf ihre Lage aufmerksam zu machen.

## Flotte
Spantax betrieb zeitweilig eine bemerkenswerte Vielfalt an unterschiedlichen Flugzeugtypen, darunter die mit 14 Exemplaren größte europäische Flotte der Convair Coronado:
Beechcraft Model 18
- EC-ASJ Beechcraft C-45H 1962–1973

Boeing 737-200
- EC-DTR Boeing 737-2K5, 1983–1988
- EC-DUB Boeing 737-2K5, 1984–1988
- EC-DUL Boeing 737-2T4, 1984–1985
- EC-DVE Boeing 737-204, 1984–1985
- EC-DXK Boeing 737-204, 1985–1986
- EC-DYZ Boeing 737-2E3, 1986–1988
- EC-DZH Boeing 737-2H4, 1986–1986
- EC-EEG Boeing 737-229, 1987–1988

Convair CV-990

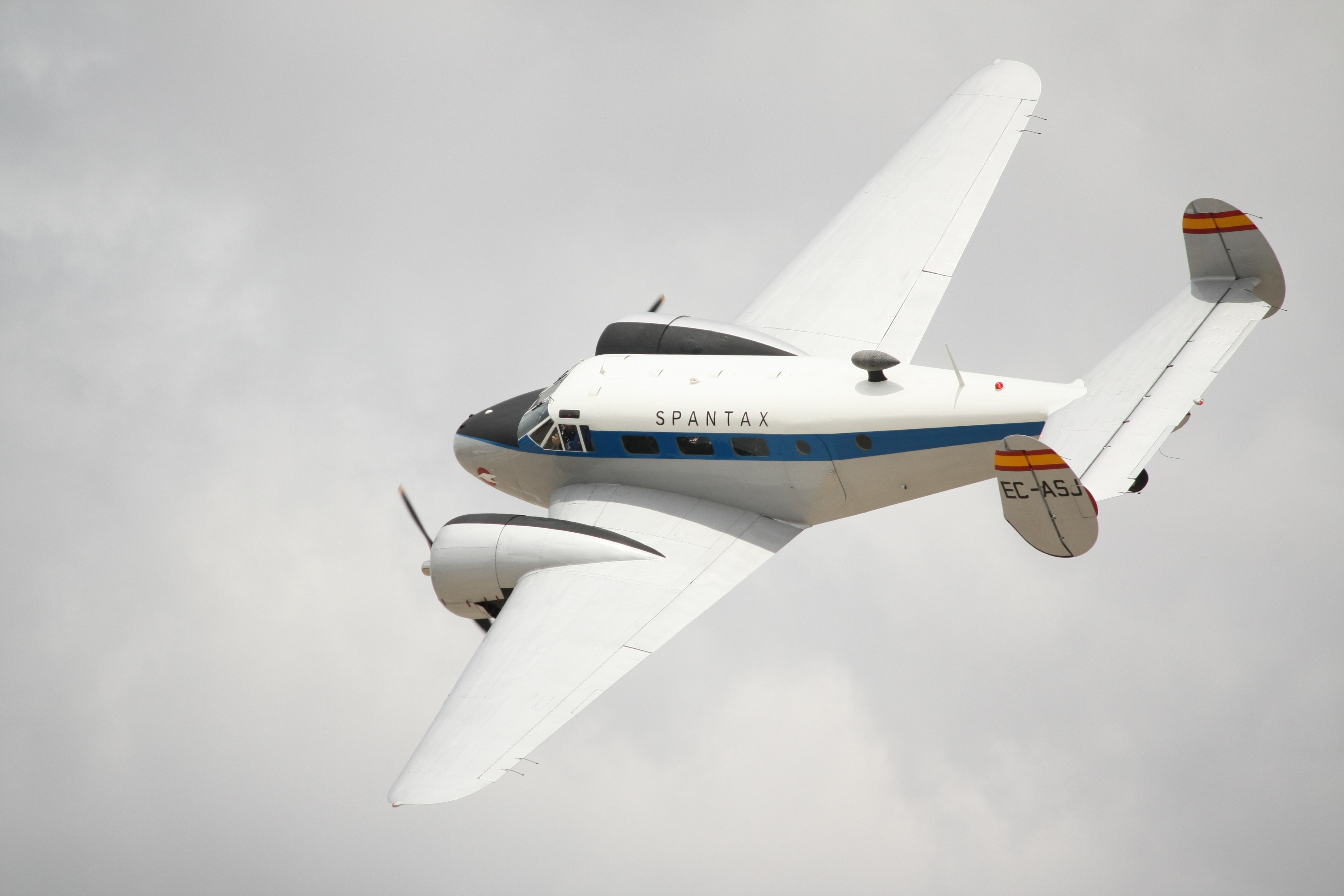
Beechcraft 18 in den Originalfarben der Spantax, 2009

- EC-BJC Convair CV-990A-30-5, 1967–1987 (kollidierte am 5. März 1973 über Nantes mit einer Iberia DC-9, konnte beschädigt in Cognac landen)
- EC-BJD Convair CV-990A-30-5, 1967–1983
- EC-BNM Convair CV-990A-30-5, 1968–1970 (verunglückt in Stockholm am 5. Januar 1970)
- EC-BQA Convair CV-990A-30-5, 1970–1985
- EC-BQQ Convair CV-990A-30-5, 1969–1986
- EC-BTE Convair CV-990A-30-5, 1970–1981
- EC-BXI Convair CV-990A-30-5, 1971–1981
- EC-BZO Convair CV-990A-30-5, 1972–1988 (Steht bis heute am Flughafen von Palma de Mallorca)
- EC-BZP Convair CV-990A-30-5, 1972–1984
- EC-BZR Convair CV-990A-30-5, 1972–1972 (verunglückt auf Teneriffa 3. Dezember 1972)
- EC-CNF Convair CV-990A-30-6, 1975–1982
- EC-CNG Convair CV-990A-30-6, 1975–1982 (landete ohne ausgefahrenes Fahrwerk am 4. April 1978 in Köln; wieder in Dienst gestellt 3. August 1978)
- EC-CNH Convair CV-990A-30-6, 1975–1983
- EC-CNJ Convair CV-990A-30-6, 1975–1981

De Havilland DHC-6 (Twin Otter)
- EC-BPE De Havilland DHC-6-200, 1968–1978
- EC-CAO De Havilland DHC-6-300, 1972–1977
- EC-CJI De Havilland DHC-6-300, 1974–1981

De Havilland DHC-7
- EC-DCB De Havilland DHC-7-102, 1978–1981

Douglas DC-3

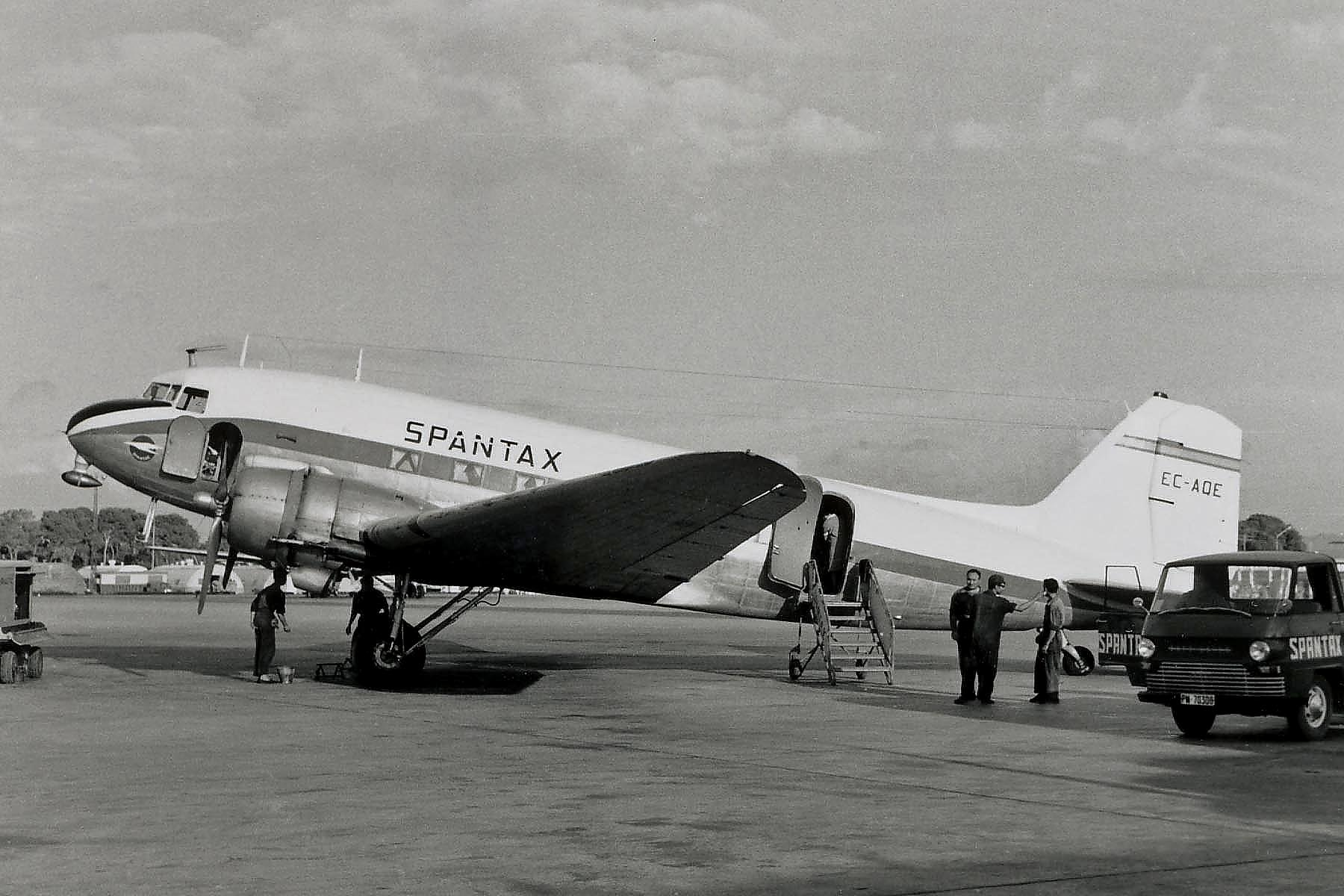
Douglas DC-3 der Spantax

- EC-ACX Douglas C-47A-DL, 1963–1966 (verunglückt auf Teneriffa 16. September 1966)
- EC-ANV Douglas C-47B-DK, 1966–1966
- EC-AQB Douglas C-47A-DK, 1960–1968
- EC-AQE Douglas C-47B-DK, 1960–1972 (verunglückt bei Madrid 30. September 1972)
- EC-AQF Douglas C-47B-DK, 1960–1976
- EC-ARZ Douglas C-47A-DK, 1962–1965 (verunglückt auf Teneriffa 7. Dezember 1965)
- EC-ASP Douglas C-47B-DK, 1964–1968
- EC-ATT Douglas DC-3A-191, 1963–1971
- EC-AXS Douglas DC-3A-197, 1964–1977
- EC-BEC Douglas DC-3D, 1966–1971
- EC-BED Douglas DC-3D, 1966–1971
- EC-BEG Douglas DC-3C, 1966–1970

Douglas DC-4

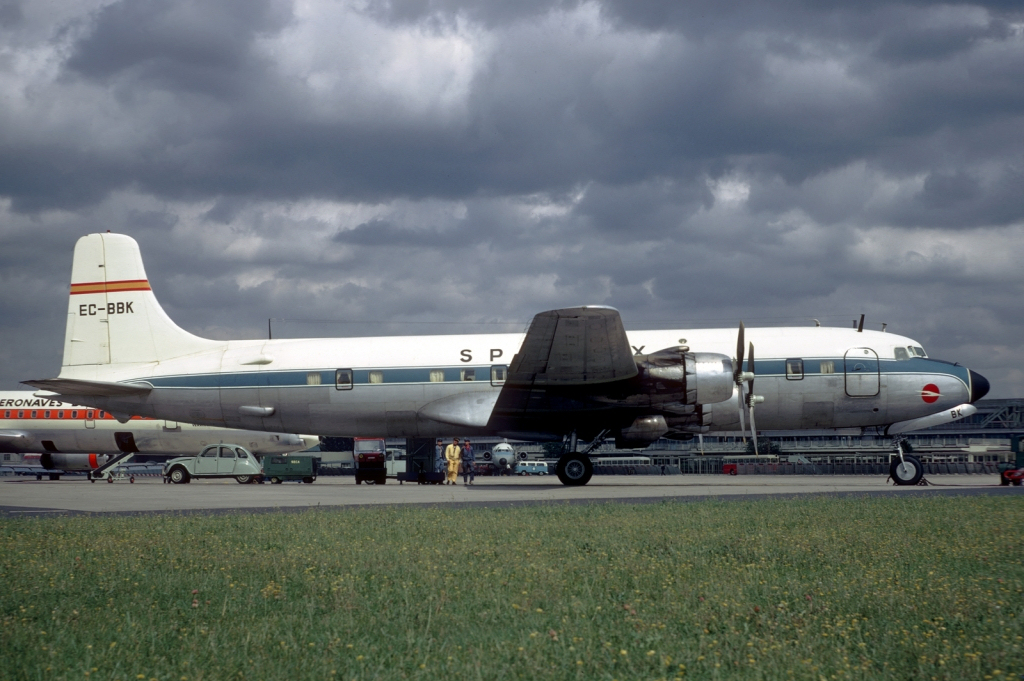
Douglas DC-6 der Spantax

- EC-ACD Douglas DC-4-1009, 1962–1973
- EC-ACE Douglas DC-4-1009, 1962–1973
- EC-ACF Douglas DC-4-1009, 1962–1972
- EC-APQ Douglas C-54A-DO, 1966–1974
- EC-AUY Douglas C-54D-DC, 1963–1971
- EC-AXM Douglas DC-4-1009, 1964–1964
- EC-BMI Douglas C-54, 1967–1970

Douglas DC-6
- EC-AZX Douglas DC-6, 1965–1979
- EC-BBK Douglas DC-6B-ST, 1965–1975

Douglas DC-7

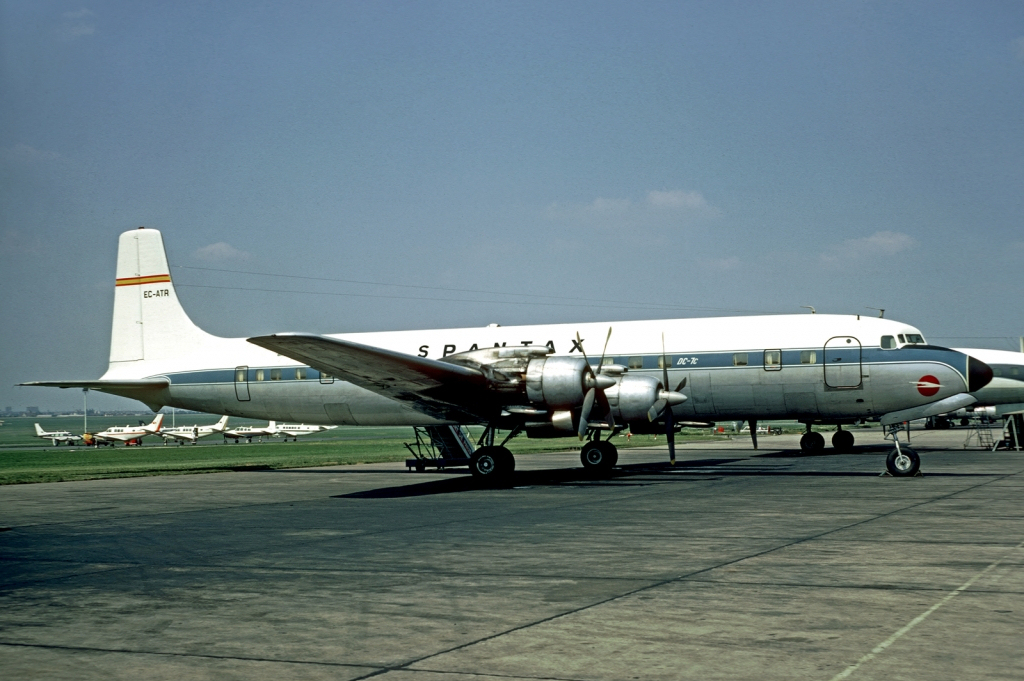
Douglas DC-7C der Spantax

- EC-ATQ Douglas DC-7C, 1964–1970 (verunglückt bei Madrid 2. Oktober 1970)
- EC-ATR Douglas DC-7C, 1963–1977
- EC-BBT Douglas DC-7C, 1965–1976 (steht heute am Flugplatz Aeródromo de El Berriel auf Gran Canaria)
- EC-BDL Douglas DC-7C, 1966–1979
- EC-BDM Douglas DC-7C, 1966–1974
- EC-BNG Douglas DC-7CF, 1967–1969
- EC-BSP Douglas DC-7CF, 1969–1977
- EC-BSQ Douglas DC-7CF, 1970–1979

Douglas DC-8

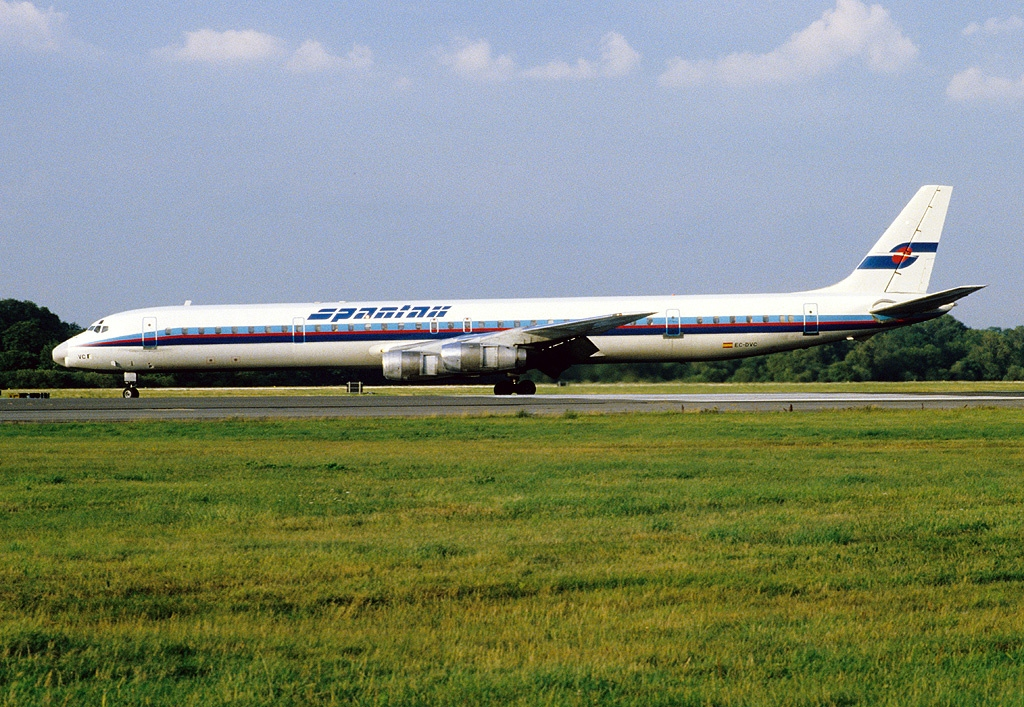
Douglas DC-8-61 der Spantax

- EC-CCF Douglas DC-8-61CF, 1973–1984
- EC-CCG Douglas DC-8-61CF, 1973–1984
- EC-CZE Douglas DC-8-61, 1977–1988
- EC-DVB Douglas DC-8-61, 1984–1988
- EC-DVC Douglas DC-8-61, 1984–1988
- EC-EAM Douglas DC-8-61, 1986–1987

Douglas DC-9
- EC-CGY Douglas DC-9-14, 1974–1983
- EC-CGZ Douglas DC-9-14, 1974–1984
- EC-DIR Douglas DC-9-14, 1980–1984
- EC-DQP Douglas DC-9-32, 1982–1983
- EC-DQQ Douglas DC-9-32, 1982–1983
- EC-DSV Douglas DC-9-32, 1983–1984
- EC-DTI Douglas DC-9-32, 1983–1983

Fokker F-27
- EC-BFV Fokker F-27-100, 1967–1972
- EC-BNJ Fokker F-27-100, 1967–1976
- EC-BPJ Fokker F-27-100, 1968–1972
- EC-BPK Fokker F-27-100, 1968–1972
- EC-BRN Fokker F-27-100, 1969–1972
- PK-FDR Fokker F-27-100, 1969–1969

McDonnell Douglas DC-10

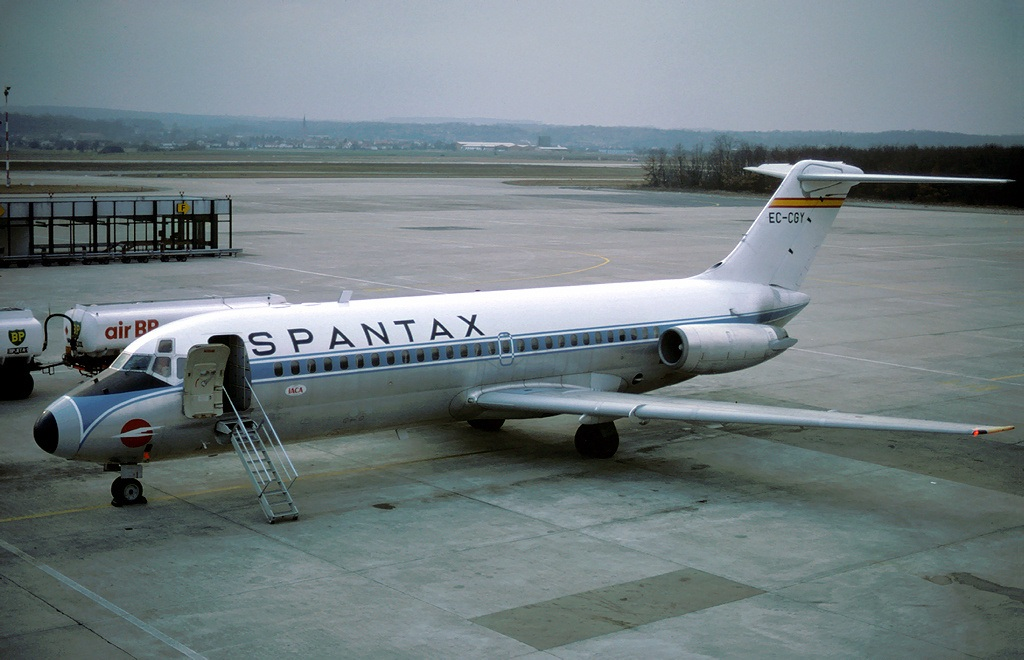
Douglas DC-9-14 der Spantax

- EC-DEG Douglas DC-10-30CF, 1978–1982 (verunglückt in Málaga am 14. September 1982 (siehe auch Spantax-Flug 995))
- EC-DSF Douglas DC-10-30CF, 1982–1984
- EC-DUG Douglas DC-10-30, 1984–1986
- EC-EAZ Douglas DC-10-10, 1986–1987
- N52UA Douglas DC-10-10, 1988–1988
- N917JW Douglas DC-10-10, 1987–1989

McDonnell Douglas DC-9-80/MD-80
- EC-EFJ McDonnell Douglas DC-9-83/MD-83, 1987–1988
- EC-EFK McDonnell Douglas DC-9-83/MD-83, 1987–1988

## Zwischenfälle
Die Geschichte der Spantax wurde von einer Reihe schwerer Unfälle und bedeutender Zwischenfälle überschattet. Bei der Gesellschaft kam es zu acht Totalverlusten von Flugzeugen; bei sieben davon wurden insgesamt 248 Menschen getötet. Vollständige Liste:
- Am 7. Dezember 1965 geriet eine Douglas DC-3 (Luftfahrzeugkennzeichen EC-ARZ) nach dem Start vom Flughafen Teneriffa-Los Rodeos ins Trudeln und stürzte nahezu senkrecht ab. Alle 32 Insassen kamen ums Leben.[2]

- Am 16. September 1966 kam es bei einer Douglas DC-3 (EC-ACX), die für Iberia betrieben wurde, zwei Minuten nach dem Start vom Flughafen Teneriffa-Los Rodeos zu einem Triebwerksschaden. Bei der erforderlichen Notwasserung ertrank ein Passagier, der sich geweigert hatte, das Flugzeug zu verlassen. Alle anderen 23 Passagiere und drei Besatzungsmitglieder überlebten (siehe auch Iberia-Flug 261).[3]

- Am 5. Januar 1970 wurde beim Start eines Charterflugs von Stockholm nach Palma de Mallorca der Ausfall eines Triebwerkes bemerkt. Der Start wurde abgebrochen und die Maschine des Typs Convair CV-990 (EC-BNM) rollte zum Terminal zurück. Danach sollte die Maschine ohne Passagiere mit nur drei funktionierenden Triebwerken nach Zürich zur Reparatur geflogen werden. Während des Starts geriet die Maschine bei schlechtem Wetter und starkem Wind außer Kontrolle, streifte einige Baumwipfel und stürzte schließlich ab. Fünf der zehn Besatzungsmitglieder starben (siehe auch Flugunfall der Spantax bei Stockholm).[4]

- Am 2. Oktober 1970 wurde auf dem Flughafen Madrid-Barajas eine Douglas DC-7C der Spantax (EC-ATQ) irreparabel beschädigt. Personen kamen nicht zu Schaden; andere Details sind nicht bekannt.[5]

- Am 30. September 1972 stürzte eine Douglas DC-3 (EC-AQE) der Spantax bei einem Trainingsflug auf dem Flughafen Madrid-Barajas ab, als der auszubildende Pilot zu abrupt am Steuer zog. Eines der sechs Besatzungsmitglieder kam ums Leben (siehe auch Flugunfall einer Douglas DC-3 der Spantax in Madrid 1972).[6]

- Am 3. Dezember 1972 ereignete sich der schwerste Unfall einer Spantax-Maschine. Auf dem Flug vom Flughafen Los Rodeos (heute: Teneriffa Nord) nach München-Riem geriet die Convair CV-990 EC-BZR während des Starts bei nahezu Null Sicht in etwa 90 m Flughöhe außer Kontrolle, überschlug sich und zerschellte schließlich am Boden. Alle 148 Passagiere (vorwiegend deutsche Urlauber) und 7 Besatzungsmitglieder starben. Dies war auch der schwerste Unfall einer Convair 990 überhaupt (siehe Spantax-Flug 275).[7]

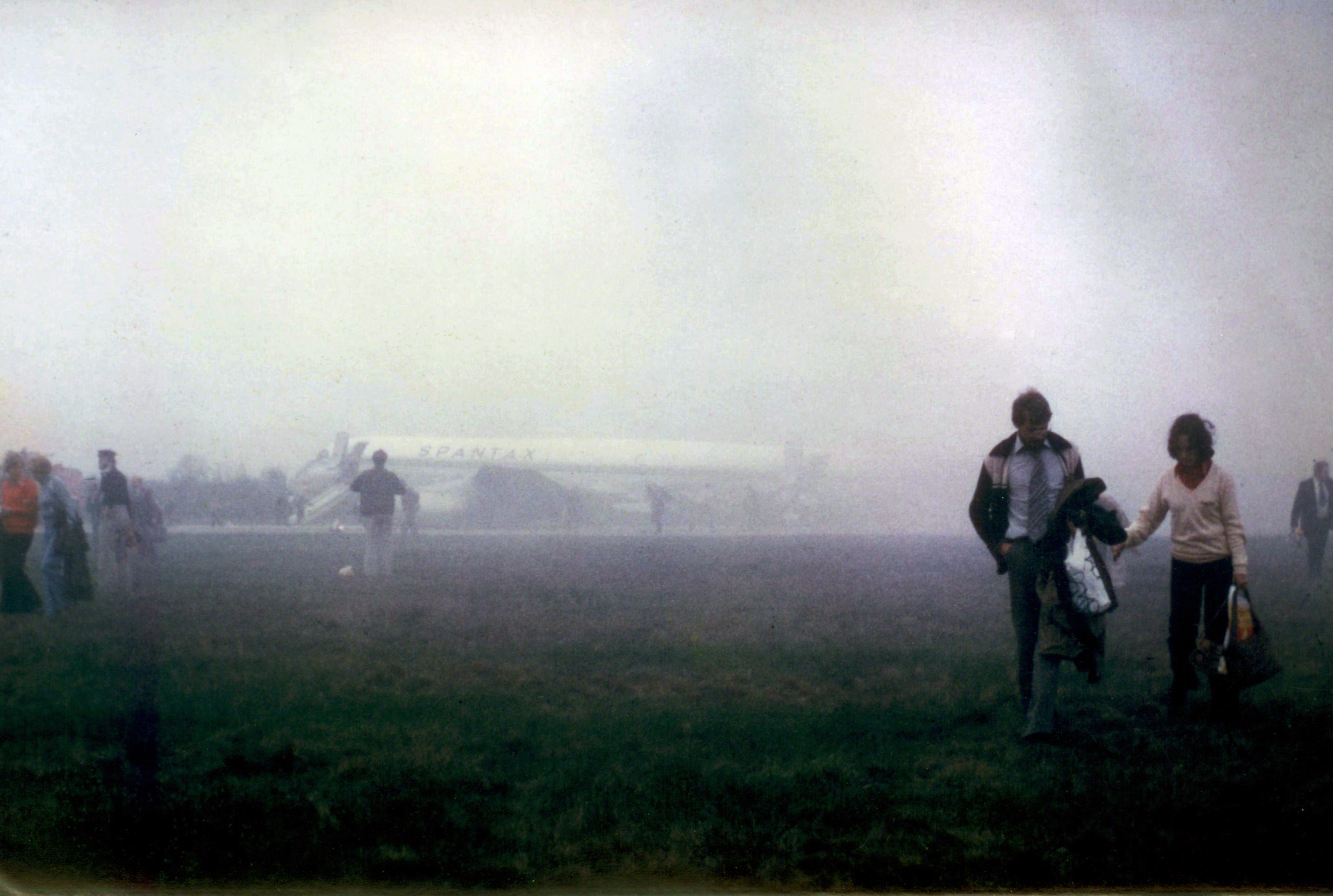
Nach der Bauchlandung einer Convair CV-990 auf dem Flughafen Köln-Bonn, 1978

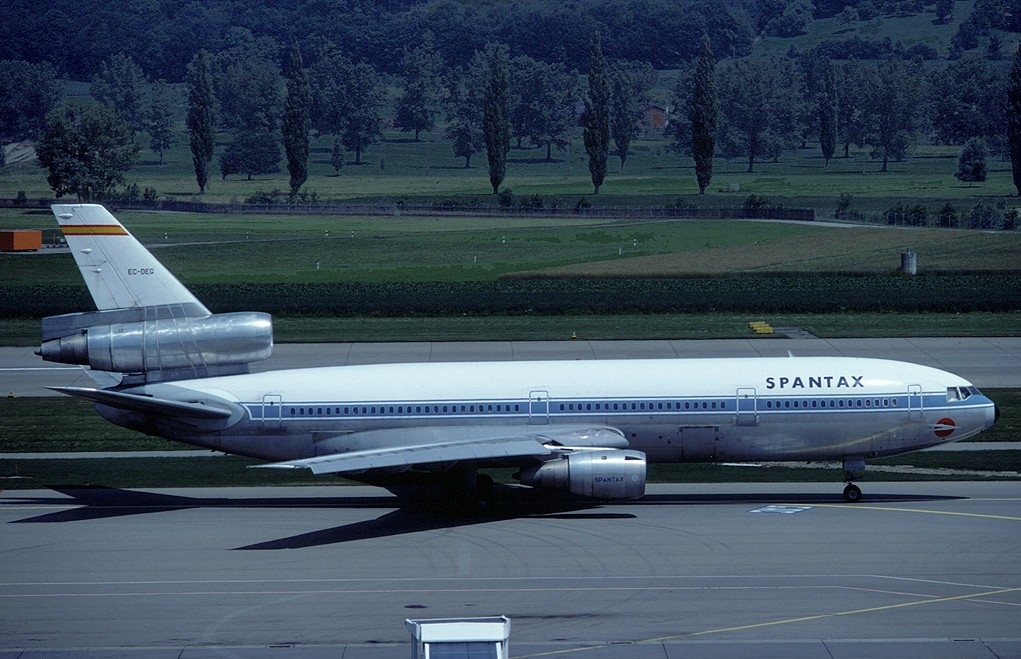
Die am 13. September 1982 in Málaga verunglückte McDonnell Douglas DC-10 der Spantax

- Am 5. März 1973 kam es vermutlich infolge eines Navigationsfehlers seitens der Spantax-Piloten und eines Fluglotsenstreiks zu einer Kollision einer Convair CV-990 der Spantax (EC-BJC) mit einer Douglas DC-9-32 (EC-BII) der Iberia im Luftraum von Nantes. Während die Spantax-Maschine mit einer schwer beschädigten linken Tragfläche auf dem Militärflugplatz Cognac-Châteaubernard notlanden konnte und alle Insassen überlebten, kamen alle 68 Insassen der Iberia-DC-9 ums Leben. Die Piloten beider Maschinen flogen ohne Unterstützung der an diesem Tag streikenden französischen Flugsicherung (siehe Iberia-Flug 504).

- Im Februar/März 1976 kam es zu einer Reihe von Lebensmittelvergiftungen, verursacht durch salmonellenverseuchte Speisen, die auf insgesamt 11 Flügen verabreicht wurden. Dabei wurden 500 Fluggäste infiziert, von denen einige im Krankenhaus behandelt werden mussten. Fünf Personen starben.[8][9][10]

- Am 4. April 1978 ereignete sich auf dem Flughafen Köln-Bonn ein weiterer gravierender Zwischenfall: Wie sich später herausstellte, hatten die Piloten einer Convair CV-990 (EC-CNG) vergessen, das Fahrwerk auszufahren und die Spantax-Maschine mit 146 Personen an Bord rutschte nach der Landung „auf dem Bauch“ über die Piste, wobei die rechte Tragfläche Feuer fing. Nur zwei zufällig in unmittelbarer Nähe befindliche einsatzbereite Löschfahrzeuge der Flughafenfeuerwehr verhinderten wahrscheinlich, dass es bei diesem Unfall Tote gab. Bis in die späten 1980er-Jahre wurde dieses Ereignis bei Touristen als berüchtigte „Spantax-Landung“ verspottet und trug subtil zum weiteren Vertrauensverlust der Airline bei.

- Am 13. August 1980 wurde ein Learjet 35A der Spantax (EC-DFA) im Anflug auf den Flughafen Palma de Mallorca (Spanien) bei einem Sichtanflug 8 Kilometer nördlich davon in die Berge geflogen. Bei diesem CFIT (Controlled flight into terrain) wurden alle vier Insassen, je zwei Besatzungsmitglieder und Passagiere, getötet.[11]

- Am 13. September 1982 kam es während des Starts einer geleasten McDonnell Douglas DC-10 (EC-DEG) in Málaga bei einem Flug nach New York zu starken Vibrationen durch Platzen des rechten Reifens am Bugfahrwerk. Die Vibrationen irritierten die Piloten, die daraufhin viel zu spät einen Startabbruch einleiteten. Dabei geriet die Maschine über das Ende der Start- und Landebahn hinaus, überquerte eine Autobahn und kam an der Böschung einer Eisenbahnlinie zum Stehen. Dabei zerbrach sie in drei Teile und brannte schließlich aus. Von den 394 Insassen kamen 50 ums Leben (siehe Spantax-Flug 995).[12]

### „Finkenwerder Airlines“
Am 31. Mai 1967 fand ein Demonstrationsflug unter anderem mit Journalisten und Vertretern von Reiseunternehmen von Palma de Mallorca nach Hamburg statt. Insgesamt waren 128 Passagiere und neun Besatzungsmitglieder an Bord. Um die Zuverlässigkeit seiner Gesellschaft zu beweisen, flog der Präsident und Mitbegründer von Spantax, Rodolfo Bay Wright, die Convair CV-990 Coronado. Im Anflug auf Hamburg allerdings verwechselte er die 3000 Meter lange Landebahn 05 des Flughafens Hamburg-Fuhlsbüttel – für die ihm bereits die Landeerlaubnis erteilt worden war – mit der damals nur 1360 Meter langen Werkspiste der Hamburger Flugzeugbau GmbH (heute Airbus) in Hamburg-Finkenwerder. Er kam nur wenige Meter vor dem Ende der für den Jet eigentlich viel zu kurzen Piste zum Stehen. Die Passagiere kamen mit dem Schrecken davon und wurden mit Bussen zum anderen Flughafen gefahren, während die danach weitgehend von Ballast und Kerosin befreite Coronado leer in Richtung Fuhlsbüttel abhob und dort – zur Erleichterung der Fluglotsen im Tower, die zunächst an einen Absturz geglaubt hatten – deutlich verspätet landete. Dieser Zwischenfall brachte Spantax unter Berufspiloten den Spottnamen „Finkenwerder-Airlines“ ein. In der Tatort-Folge AE612 ohne Landeerlaubnis dient dieser Zwischenfall als Anregung, um eine Flugzeugentführung zu beenden.